# Kyselina deltová
Kyselina deltová (systematicky 2,3-dihydroxycykloprop-2-en-1-on) je organická sloučenina se vzorcem C3O(OH)2; lze ji považovat za keton i dvojitý enol cyklopropenu. Za pokojové teploty jde o stálou bílou pevnou látku, rozpustnou v diethyletheru a pomalu reagující s vodou. Při teplotě 140 °C až 180 °C se (někdy i explozivně) rozkládá.

## Deriváty

### Soli
Kyselina deltová je, jako endiol, poměrně silnou kyselinou (pKa1 = 2,57, pKa2 = 6,03), úplnou disociací z ní vzniká deltátový anion, C3O 2-
3 .
První deltátové soli (lithná a draselná) byly popsány v roce 1976. Deltát lithný, Li2C3O3, je bílá pevná látka rozpustná ve vodě.
Podobně jako jiné cyklické dianionty odpovídající vzorci (CO) 2−
n  je deltát aromatický a díky tomu poměrně stálý.

### Analogy
Analogem deltátu je anion odvozený náhradou tří kyslíkových atomů (=O a −O−) kyaniminovými skupinami (=N−C≡N nebo −N=C=N−), čímž vzniká symetrický anion se vzorcem C3(NCN) 2-
3 .
Pokud jsou kyslíky nahrazeny dikyanomethylenovými (=C(CN)2) skupinami, tak vzniká oxidující sloučenina, která se snadno redukuje na stabilní radikálový anion a dianion.

## Příprava
Kyselinu deltovou lze připravit fotolýzou bis(trimethylsilyl)esteru kyseliny kvadrátové ultrafialovým zářením a rozkladem vzniklého produktu butanolem.
Tato látka může vznikat i reakcí stříbrné soli kyseliny kvadrátové s trimethylsilylchloridem.
Deltátový anion je možné získat i přímou cyklotrimerizací oxidu uhelnatého za pokojové teploty; oxid uhelnatý rozpuštěný v pentanu reaguje s komplexem uranu za vzniku deltátového iontu navázaného na dva atomy uranu.